# Communauté de communes des Confluences Drôme Ardèche
La communauté de communes des Confluences Drôme Ardèche est une ancienne communauté de communes française du département de la Drôme, en région Auvergne-Rhône-Alpes.

## Histoire
Elle a fusionné le 1er janvier 2014, en application du schéma départemental de coopération intercommunale, avec la communauté d'agglomération Valence Agglo – Sud Rhône-Alpes, la communauté de communes de Bourg de Péage et la communauté d'agglomération du pays de Romans, pour former la communauté d'agglomération Valence Romans Agglo.

## Composition
Elle était composée de 5 communes :
| Nom                        | Code Insee | Gentilé        | Superficie (km2) | Population (dernière pop. légale) | Densité (hab./km2) |
| -------------------------- | ---------- | -------------- | ---------------- | --------------------------------- | ------------------ |
| Étoile-sur-Rhône (siège)   | 26124      | Étoiliens      | 42,79            | 5 287 (2014)                      | 124                |
| Beauvallon                 | 26042      | Beauvallonnais | 3,12             | 1 564 (2014)                      | 501                |
| La Voulte-sur-Rhône        | 07349      | Voultains      | 9,70             | 5 124 (2014)                      | 528                |
| Saint-Fortunat-sur-Eyrieux | 07237      | Fortunéens     | 22,07            | 756 (2014)                        | 34                 |
| Saint-Laurent-du-Pape      | 07261      |                | 20,10            | 1 570 (2014)                      | 78                 |

## Démographie
| 1968   | 1975   | 1982   | 1990   | 1999   | 2006   | 2011   |
| ------ | ------ | ------ | ------ | ------ | ------ | ------ |
| 12 293 | 13 703 | 14 571 | 14 737 | 15 835 | 16 779 | 17 378 |

### Sources et bibliographie
- Base BANATIC : Base Nationale de l'Intercommunalité
- Splaf
- Base ASPIC